# 萊姆納普 (阿拉巴馬州)
萊姆納普（英語：Remlap）是一個位於美國阿拉巴馬州布朗特縣的非建制地區。該地的面積和人口皆未知。

## 地理
萊姆納普的座標為33°49′00″N 86°36′03″W / 33.816667°N 86.600833°W，而該地最高點為海拔高度226米（即741英尺）。